# Sultans of Swing
Sultans of Swing es una canción de la banda de rock británica Dire Straits, perteneciente al álbum debut homónimo Dire Straits de 1978. La canción se convertiría en uno de los grandes éxitos del grupo a nivel internacional.

## Historia
Sultans of Swing fue el primer sencillo de la banda británica Dire Straits. El sencillo formaba parte del álbum Dire Straits y comenzó a venderse en octubre de 1978, tardando en entrar en las listas de éxito. Seis meses más tarde alcanzó el número 10 en las listas de ventas del Reino Unido y los Estados Unidos. El disco se convirtió en un importante éxito vendiéndose cerca de dos millones de copias del álbum solo en Estados Unidos.
Para grabar la maqueta de esta canción los hermanos Mark y David Knopfler y el resto de la banda se dirigieron a Londres con sólo 100 libras. Debido a esta situación financiera adoptaron como nombre de la banda Dire Straits, que podría traducirse como grandes apuros.
La canción relata la historia de una banda de jazz que toca en un poco concurrido bar al sur de Londres. En su letra, Mark Knopfler, describe la escena del pequeño bar y la abnegada vida de músicos inexpertos de los integrantes del grupo, a los que escuchó despedirse diciendo: "We are The Sultans of Swing". Así, Mark muestra su debilidad por la música Jazz y los estilos, como el dixie, y el honky tonk, que se derivan de ella y son homenajeados en esta canción.
La primera grabación a la que se puede tener fácil acceso es al directo de Dire Straits en «Old Grey Whistle Test» en el año 1978, si bien, en este directo no está la penúltima estrofa. El propio Mark Knopfler y su banda pusieron todo su empeño en mejorar el tema grabación tras grabación. En la versión incluida en el disco Alchemy: Dire Straits Live de 1984, Mark improvisa y amplia el solo de la canción, considerada una de sus mejores interpretaciones. "Alchemy" es, probablemente, el disco que consagra sus primeros años de carrera e incluye muchas de las grandes canciones de Dire Straits.
De todos modos, para apreciar la evolución de esta canción a través de los años no se pueden obviar las últimas versiones, por ejemplo en la gira On The Night de 1992, o el concierto homenaje a Nelson Mandela por su cumpleaños número 70.
Según Mark Knopfler, durante el proceso de grabación de la canción, en la parte final, improvisó un riff o lick de guitarra, que se volvió muy pegadizo, y en sus palabras, tiene que hacerlo cada vez que la toca o dejaría de ser "Sultans of Swing". Esto se nota mucho en un concierto que dio en 2009, en donde en el momento que toca esa parte la gente grita y aplaude.
En este tributo a Nelson Mandela, en 1988, actúan junto a Knopfler, John Illsley, Guy Fletcher y Eric Clapton como segunda guitarra. Clapton y Knopfler demuestran una asombrosa complicidad en la canción «Sultans of Swing» en ese concierto. Se da una animada charla entre ambos en la parte central de la canción, mientras el peso musical lo lleva el saxofón de Chris White. El aporte del saxofonista es quizá la mejor muestra de la evolución de la canción, así como las improvisaciones de Knopfler en cada directo.